# Bernhard Staub
Bernhard Staub (Dübendorf, 10 d'abril de 1879 - ?) fou un futbolista suís de la dècada de 1910. Fou jugador del FC Barcelona durant la temporada 1911-12, en la qual participà en cinc partits del Campionat de Catalunya.